# Sibual-Buali
Sibual-Buali is een bestuurslaag in het regentschap Padang Lawas van de provincie Noord-Sumatra, Indonesië. Sibual-Buali telt 89 inwoners (volkstelling 2010).